# Teracotona trifasciata
Teracotona trifasciata är en fjärilsart som beskrevs av Max Bartel 1903. Teracotona trifasciata ingår i släktet Teracotona och familjen björnspinnare. Inga underarter finns listade i Catalogue of Life.